# Markham (Ontario)
Markham [ˈmɑɹkəm] ist eine Stadt in der Regional Municipality of York, nördlich der Großstadt Toronto (Kanada). Markham ist der größte Stadtverband Kanadas und ein Teil des Greater Toronto Area. 1793 wurde Markham als Siedlungsgebiet klassifiziert, dann 1794 erstmals besiedelt und 1972 zum Stadtverband zusammengeschlossen. Markham ist die Partnerstadt des deutschen Nördlingen.
Markham umfasst: Markham Village, Cornell, Unionville, Milliken, Thornhill und weitere Ortschaften. Während die Stadt historisch gesehen als Vorort Torontos galt, so hat sich die lokale Wirtschaft recht schnell verselbständigt. Viele High-Tech-Betriebe haben Markham aufgrund der großen vorhandenen Landflächen, der niedrigen Steuern und guter Infrastruktur als Standort gewählt. So wählten zum Beispiel ATI, IBM Canada, Apple und viele andere bekannte Unternehmen Markham als Hauptniederlassung für Kanada. Daher bezeichnet sich die Stadt heute gerne selbst als „High-Tech-Hauptstadt“ Kanadas.

## Geographie
Markham grenzt im Westen an Richmond Hill und Vaughan, im Norden an Whitchurch-Stouffville, im Osten an Pickering und im Süden an Toronto.
Im westlichen Stadtgebiet liegen Teile des Rouge-Nationalparks.

## Geschichte
Als im Jahr 1791 Ober- und Niederkanada gegründet worden waren, wurde John Graves Simcoe zum Vize-Gouverneur von Oberkanada ernannt. Simcoe benannte die Siedlung Markham im Norden der Stadt York (heute Toronto) nach seinem Freund William Markham, dem Erzbischof von York.
1794 führte William Berczy 75 deutschstämmige Familien aus dem Staat New York nach Markham, denen jeweils 200 Morgen Land zugestanden wurden. Aber aufgrund der Mühsal des dortigen Lebens kehrten viele in das damalige York oder Niagara zurück. 1797 flohen vor der Französischen Revolution große Teile des französischen Adels nach Kanada, um das Angebot Oberkanadas, kostenloses Land zu erhalten, wahrzunehmen. Diese waren jedoch vollkommen unvorbereitet auf das Überleben unter solch harten Bedingungen, so dass die meisten von ihnen kurze Zeit später wieder in ihre alte Heimat zurückkehrten.
Von 1803 bis 1812 waren die größten Gruppen neuer Siedler Deutschstämmige aus Pennsylvania; die meisten waren Mennoniten. Diese geschickten Handwerker und Bauern hatten die besten Chancen, dort zu überleben, da sie schon in Pennsylvania unter harten Bedingungen hatten auskommen müssen. Von 1830 an kamen viele irische, schottische und englische Auswanderer nach Oberkanada, um den Hungersnöten und der Überbevölkerung ihrer Heimatländer zu entkommen.
Die erste Form einer strukturierten Stadtverwaltung entstand 1850 durch die Gründung der Gemeinde Markham. Am 20. November des Jahres 1872 unterzeichnete der Verwalter von York County ein Hilfsgesetz zu deren Gründung, das die Wahl eines Gemeinderates in Markham vorsah. Bis zum Jahr 1891 wuchs die Dorfbevölkerung von Markham auf 1100 an.
Ab 1945 veränderte Markham schnell und grundlegend sein Gesicht: Es blieb nicht länger eine Gemeinde, deren Einwohner in der Umgebung arbeiteten. Es entwickelte sich zu einem schnell wachsenden Vorort, von dem aus ein Großteil der Einwohner zur Arbeit nach Toronto pendelte. Das ländliche Ambiente Markhams fiel so einem raschen städtischen Wachstum zum Opfer.

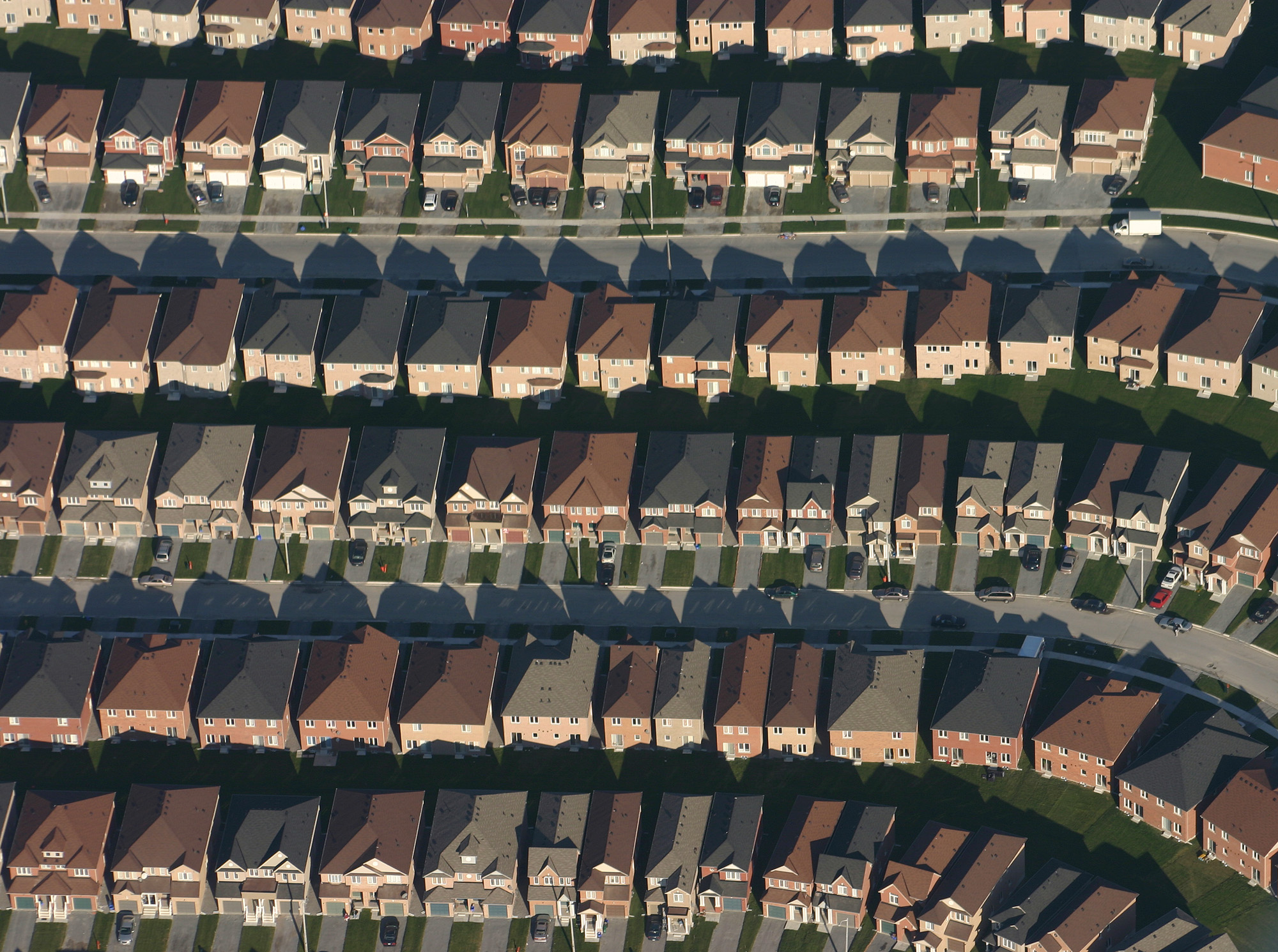
Vorort von Markham

1969 bestand die Gemeinde von Markham aus mehreren Dörfern, darunter Markham, Unionville und Teile des heutigen Thornhill. 1971 wurde die Regional Municipality of York ins Leben gerufen. Im Zuge dieser Veränderung wurden Teile des nördlichen Markham der Gemeinde Richmond Hill angegliedert, während der Gemeinde Markham das Stadtrecht zugesprochen wurde und die heute gültigen Grenzen festgelegt wurden.
1976 zählte Markham 56.000 Einwohner. 2011 erreichte die Stadt etwas über 300.000 Einwohner. In diesen 35 Jahren hat sich also die Bevölkerung mehr als verfünffacht.

## Wirtschaft und Infrastruktur

### Wirtschaft
Markham entwickelte sich zu einem High-Tech-Standort. So haben große Unternehmen der IT- und Elektronikbranche einen Standort in der Stadt. Dazu zählen IBM Canada, Motorola, Toshiba, Lucent, Apple und ST Microelectronics (Genesis Microchip) und AMD. Weitere Unternehmen sind TD Waterhouse, American Express Canada. Ein weiteres großes Unternehmen der Automobilbranche mit Hauptsitz in der Stadt ist Honda Canada. In Markham gibt es mehrere große Einkaufszentren mit mehr als 100 Geschäften. Dazu zählen Market Village mit 170 Geschäften, das Markville Shopping Centre mit 250 Geschäften, die Pacific Mall mit 450 Minigeschäften sowie die Mall an der South Unionville Square mit 300 Geschäften.

### Verkehr
Markham verfügt mit dem Flughafen Buttonville über einen Regionalflughafen.

### Bildung
Markham verfügt über mehrere öffentliche Schulen die bis zur Klasse 12 (High School) führen. Dazu zählen:
- Bill Crothers Secondary School
- Bur Oak Secondary School
- Markham District High School
- Markville Secondary School
- Middlefield Collegiate Institute
- Milliken Mills High School
- Pierre Elliott Trudeau High School
- Thornhill Secondary School
- Thornlea Secondary School
- Unionville High School

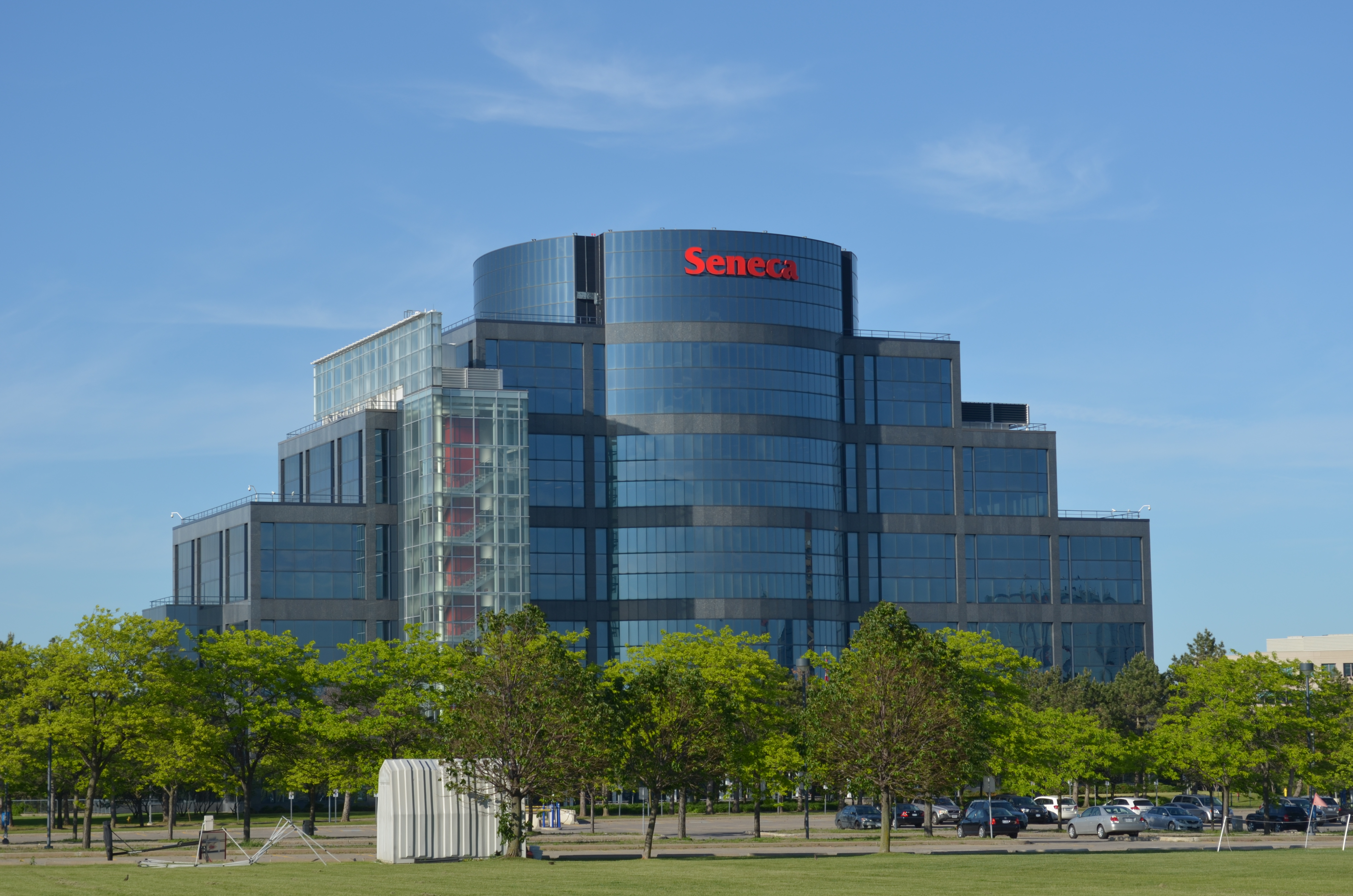
Seneca College’s Markham Campus

Die einzige Hochschule, die einen Campus in der Stadt betreibt, ist das Seneca College of Applied Arts and Technology. An der Hochschule studieren ca. 20.000 Studenten in Vollzeit und 75.000 Studenten in Teilzeit. Im Umkreis von Markham befinden sich weitere Hochschulen wie der Scarborough Campus der University of Toronto, North York Campus der York University, sowie der Oshawa Campus der University of Ontario Institute of Technology.

## Politik
Der Bürgermeister von Markham ist Frank Scarpitti. Der Stadtrat besteht aus dem Bürgermeister, vier Regionalräten und acht Stadträten, welche die acht Wahlbezirke der Stadt repräsentieren. Der Bürgermeister sowie die Regionalräte werden als Repräsentanten der Stadt Markham überbezirklich gewählt.
Zwar werden die Stadträte für ihre Dienste auch von der Stadtverwaltung entlohnt, in vielen Stadtbezirken nehmen die Räte jedoch ihr Mandat neben ihrer eigentlichen Arbeit in einem anderen Beruf wahr.
Die Stadtratswahlen finden in einem Rhythmus von drei Jahren statt und die Räte werden dementsprechend für eine dreijährige Legislaturperiode gewählt.

### Statistische Angaben
Stand: 2001
| Durchschnittsalter:                   | 37,2 Jahre (Männer: 36,2, Frauen: 38,1)                                  |
| Anzahl Privatwohnungen:               | 61.618                                                                   |
| Durchschnittseinkommen der Haushalte: | 77.163 $ (CAD) entspricht ca. 50.572 € (Wechselkurs vom 9. Februar 2007) |

## Kultur
Markham besitzt einen großen Anteil chinesischstämmiger Bevölkerung.

## Städtepartnerschaften
- Cary (North Carolina), USA
- Las Piñas, Philippinen
- Nördlingen, Deutschland
- Pearland (Texas), USA
- Wuhan, China

## Söhne und Töchter der Stadt
- Chris Bahen (* 1980), Eishockeyspieler
- Kevin Schmidt (* 1986), Eishockeyspieler
- Sarah Wells (* 1989), Hürdenläuferin
- Daniel Morad (* 1990), Rennfahrer
- Steven Stamkos (* 1990), Eishockeyspieler
- Ethan Werek (* 1991), Eishockeyspieler
- Jeff Skinner (* 1992), Eishockeyspieler
- Eve Badana (* 1993), irische Fußballspielerin
- Tanner Richard (* 1993), Eishockeyspieler
- Joseph Blandisi (* 1994), Eishockeyspieler
- Xavier Rathan-Mayes (* 1994), Basketballspieler
- Warren Foegele (* 1996), Eishockeyspieler
- Mitchell Marner (* 1997), Eishockeyspieler
- Jonathan Ang (* 1998), Eishockeyspieler
- Jason Ho-Shue (* 1998), Badmintonspieler
- Jayde Riviere (* 2001), Fußballspielerin
- Amanda Siksna (* 2002), Volleyballspielerin
- Jade Rose (* 2003), Fußballspielerin